# Wrestling Dontaku (2017)
Wrestling Dontaku 2017  fue la decimocuarta edición de Wrestling Dontaku, un evento pago por visión de lucha libre profesional producido por New Japan Pro-Wrestling. Tuvo lugar el 3 de mayo de 2017 desde el Fukuoka Kokusai Center en Fukuoka, Japón.
Esta fue la novena edición consecutiva del evento en ser realizada en el Fukuoka Kokusai Center, y la decimocuarta en realizarse en la ciudad de Fukuoka, Japón.

## Argumento

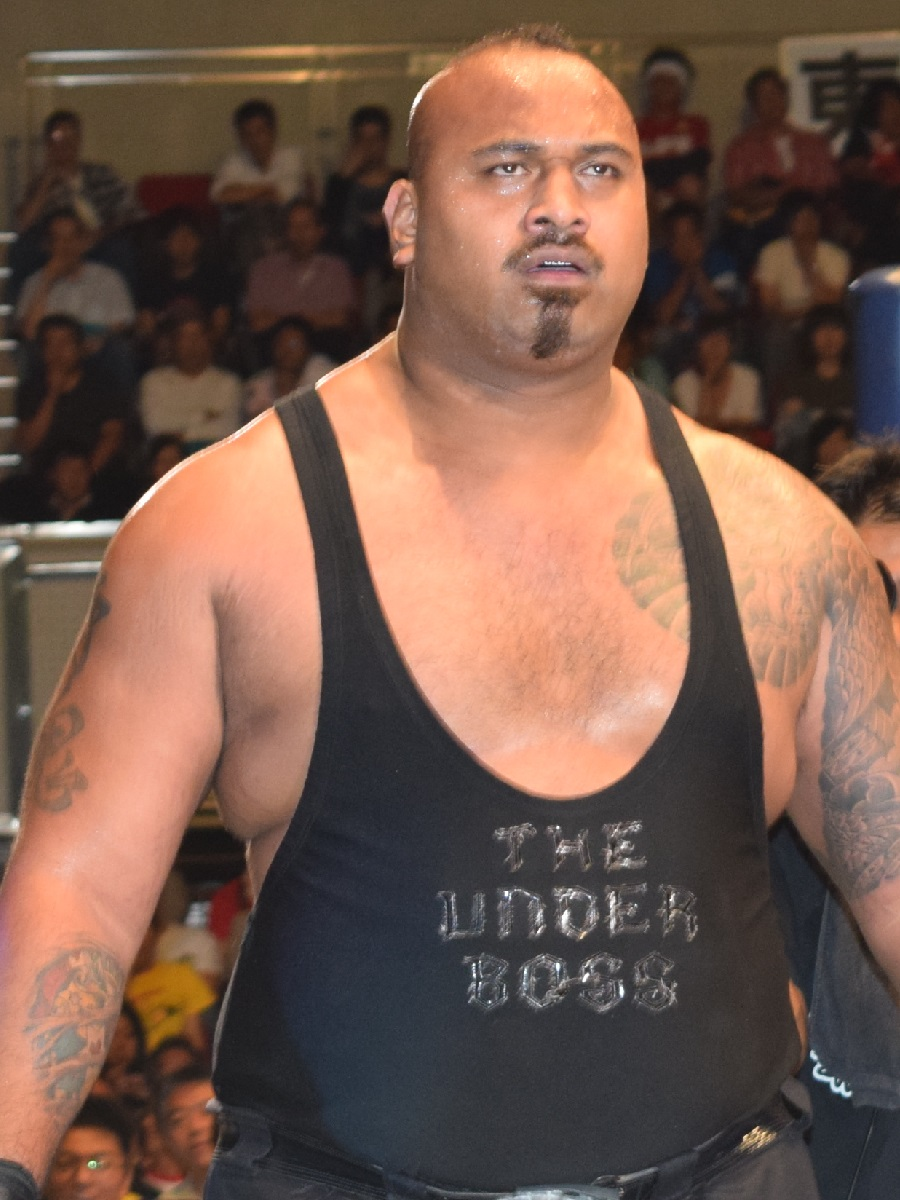
Bad Luck Fale, quien intento ganar el Campeonato Peso Pesado de la IWGP por primera vez en Wrestling Dontaku 2017.

Este combate fue establecido el 9 de abril en Sakura Genesis, donde Fale atacó a Okada después de haber realizado su cuarta defensa de título exitosa contra el ganador de la Nueva Copa de Japón 2017, Katsuyori Shibata. Fale, que había perdido ante Shibata en la final de la New Japan Cup, había derrotado a Okada el 8 de agosto de 2016, durante el G1 Climax, pero en lugar de una oportunidad por el título, se le concedió un combate sin título contra Okada el 22 de septiembre en Destrucción en Hiroshima, donde fue derrotado por el Campeón Peso Pesado de la IWGP. El combate en Wrestling Dontaku 2017 marcó el primer golpe de Fale en el Campeonato Peso Pesado de la IWGP.
En el evento semiprincipal, Kenny Omega se enfrentó a Tomohiro Ishii. Antes de desafiar a Kazuchika Okada por el Campeonato Peso Pesado de la IWGP en Wrestle Kingdom 11, Omega declaró que quería defender el título contra Ishii. Después de no poder capturar el título, Omega e Ishii se enfrentaron en la primera ronda de la New Japan Cup, donde Ishii salió victorioso, descarrilando la búsqueda de Omega para otra oportunidad en el Campeonato Peso Pesado IWGP. El 9 de abril, Omega inmovilizó a Ishii en un combate en parejas y luego pidió una revancha individual con él, que se hizo oficial al día siguiente.
Se programaron 2 luchas más para el título en Wrestling Dontaku 2017. En el combate por el Campeonato en Parejas de Peso Abierto 6-Man NEVER, Taguchi Japan (Hiroshi Tanahashi, Ricochet y Ryusuke Taguchi) se defendería contra los excampeones Los Ingobernables de Japón (Bushi, Evil y Sanada) en una revancha desde el 4 de abril. Mientras tanto, el Campeonato en Parejas de la IWGP sería defendido en un combate de Triple Threat Match con los nuevos campeones War Machine (Hanson y Raymond Rowe) que enfrentan contra Guerrillas of Destiny (Tama Tonga y Tanga Loa) y Tencozy (Hiroyoshi Tenzan y Satoshi Kojima). Después de derrotar a Tencozy por el título el 9 de abril, War Machine aceptó un desafío de revancha de los excampeones, así como otro desafío realizado por Guerrillas of Destiny detrás del escenario, lo que llevó a NJPW a anunciar el combate de Triple Threat Match al día siguiente.

## Resultados
- Pre-Show: Yoshitatsu y Hirai Kawato derrotaron a Katsuya Kitamura y Tomoyuki Oka. (7:54)
  - Yoshitatsu cubrió a Kitamura después de un «Yoshitatsu Lock».
- CHAOS (Will Ospreay y Yoshi-Hashi) derrotaron a Bullet Club (Chase Owens y Yujiro Takahashi). (6:53)
  - Hashi cubrió a Owens después de un «Butterfly Lock».
- Togi Makabe, Tiger Mask W y Tiger Mask IV derrotaron a Yuji Nagata, Manabu Nakanishi y Jushin Thunder Liger. (7:06)
  - Makabe cubrió a Nakanishi después de un «King Kong Kneedrop».
- CHAOS (Hirooki Goto, Toru Yano, Rocky Romero y Beretta) derrotaron a Suzuki-gun (Minoru Suzuki, Yoshinobu Kanemaru, Taichi y El Desperado). (12:20)
  - Goto cubrió a Taichi después de un «GTR».
- Cody derrotó a David Finlay. (7:31)
  - Cody cubrió a Finlay después de un «Cross Rhodes».
- Los Ingobernables de Japón (Hiromu Takahashi y Tetsuya Naito) derrotaron a Taguchi Japan (Juice Robinson y Kushida) (9:00)
  - Takahashi cubrió a Kushida después de un «Time Bomb».
- War Machine (Hanson y Raymond Rowe) (c) derrotaron a Guerrillas of Destiny (Tama Tonga y Tanga Loa) y Tencozy (Hiroyoshi Tenzan y Satoshi Kojima) y retuvieron el Campeonato en Parejas de la IWGP. (11:43)
  - Rowe cubrió a Tenzan después de un «Fallout».
- Los Ingobernables de Japón (Bushi, Evil y Sanada) derrotaron a Taguchi Japan (Hiroshi Tanahashi, Ricochet y Ryusuke Taguchi) (c) y ganaron el Campeonato en Parejas de Peso Abierto 6-Man NEVER. (15:48)
  - Bushi cubrió a Taguchi después de un «MX».
- Kenny Omega derrotó a Tomohiro Ishii. (23:55)
  - Omega cubrió a Ishii después de un «Katayoku no Tenshi».
- Kazuchika Okada (c) derrotó a Bad Luck Fale y retuvo el Campeonato Peso Pesado de la IWGP (21:47).
  - Okada cubrió a Fale después de un «Rainmaker».